# Zeferino Salgado Almaguer
Zeferino Salgado Almaguer (Tampico, Tamaulipas; 25 de octubre de 1971) es  un político mexicano miembro del Partido Acción Nacional nacido en la ciudad de Tampico, Tamaulipas.

## Biografía
Graduado como Licenciado en  Informática Administrativa (administración de las tecnologías de la información) por la Facultad de Contaduría Pública y Administración (FACPYA) de la Universidad Autónoma de Nuevo León, obtuvo una maestría en Administración de Empresas con especialidad en Mercadotecnia en la misma Universidad.
Su carrera política la inició a los 26 años cuando fue elegido regidor en el municipio de San Nicolás de los Garza, Nuevo León, México. En su carrera política destacan los cargos de Secretario de Desarrollo Social de 1997 a 2000, el de Secretario del Ayuntamiento del mismo municipio de 2000 a 2003,  diputado local en H. Congreso de Nuevo León, de 2003 a 2006, presidente Municipal de San Nicolás de los Garza entre  2006 y 2009, delegado de la Secretaría de Comunicaciones y Transportes (SCT) en Nuevo León y presidente Municipal electo para el periodo de 2018 a 2021.

## Alcaldía
Haciendo de la seguridad pública una de sus principales banderas, en los inicios de su administración logró la donación de un helicóptero equipado para labores de vigilancia. Zeferino Salgado se negó a identificar al donador, posteriormente se descubrió que el donante era Juan José Cardona Reyes conocido como el "Zar de los casinos", polémico personaje, sobreviviente de un atentado a balazos en el que murió su chofer. Juan José Cardona era propietario del único casino en el municipio.
Implementó un programa de vigilancia nocturno que quedó popularizado como un toque de queda donde la policía detenía a individuos que aparentaban circular sin un destino específico por las calles. Esto despertó protestas por parte de algunas organizaciones por considerar que violaba los Derechos humanos
Uno de sus más importantes logros fue la certificación de la policía municipal en el programa internacional CALEA. Aduciendo la falta de coordinación entre las diferentes policías promovió el proyecto metropol para el estado. Este proyecto en teoría lograría una mejor coordinación de los diferentes cuerpos políciacos del área metropolitana de Monterrey.
La policía bajo su cargo fue publicitada cómo una de las más eficientes y honestas, sin embargo una alta penetración del crimen organizado se evidenció en los últimos meses de su administración.
Una de sus acciones para combatir la delincuencia fue proponer la polémica construcción de un muro en los límites con el municipio de Guadalupe, alegando que la mayoría de los delincuentes provenían de allí.
Intentó, con un éxito parcial el bloqueo de calles con rejas en los barrios del municipio para incrementar la seguridad pública. Algunos vecinos y la opinión pública consideraban que eran una medida solo de publicidad, ineficiente y que fomentaba el clasismo y la violación al libre tránsito.
En su segunda administración impulsó el cuidado del medio ambiente con las brigadas de recolección de material para reciclaje así como la inauguración de la primera CASA de Bienestar Animal en la ciudad, en donde se brinda atención a animales de compañía (mascotas) de los nicolaítas, ambas propuestas dirigidas por Daniel Carrillo Martínez, quien fue Secretario de Desarrollo Humano del gobierno de la ciudad.

## Secretaría de Comunicaciones y Transportes
Fue nombrado director general del centro de la Secretaria de Comunicaciones y Transportes del estado de Nuevo León. Forzando la renuncia del anterior delegado.

### Detención
Ya como delegado de la Secretaria de Comunuicaciones y Transportes fue detenido por el ejército en abril de 2010 en el Municipio de Guerrero (Coahuila) por el delito de portación de arma prohibida (una pistola de 9mm que de acuerdo a las leyes mexicanas no pueden portar los civiles). Posteriormente salió libre y conservó el cargo de delegado hasta el cambio de administración federal.

## Militancia
Zeferino Salgado es militante activo del Partido Acción Nacional de México desde 1991. En el PAN  ha ocupado cargos como la secretaría de Acción Juvenil de San Nicolás de los Garza y la coordinación de campañas políticas y es actualmente integrante de los comités ejecutivos Municipal de San Nicolás de los Garza. Fue miembro del Cómite Ejecutivo Estatal en Nuevo León hasta enero de 2011, renunciando por no estar de acuerdo con la dirección del partido.
Zeferino Salgado es parte de lo que se conoce como "neocúpula", un grupo al interior de PAN formada por militantes del partido. La "neocúpula" debe su nombre a que durante mucho tiempo al grupo que controlaba el partido se le llamaba "la cúpula".